# Platges de Xan-Xún i Las Llanas
Les platges de Xan-Xún i Las Llanas es troben al concejo asturià de Muros i pertanyen a la localitat de Llodrera a Astúries. La de Xan-Xún, de forma lineal, comença per l'oest i és un pedrer amb poca urbanització. La de Las Llanas és de sorra els caps de setmana tenen una afluència massiva.
Per accedir a aquestes platges cal tenir en compte les hores de la plenamar, ja que la platja de Xan-Xún queda coberta per les aigües en aquests moments i el millor és utilitzar l'accés a Las Llanas per unes escales que comencen al final del camí per als vianants. Aquestes escales i també el camí es posen molt relliscos si ha plogut molts i s'ha de caminar amb molta precaució.
Són unes de les poques platges de la Costa Central asturiana que presenten protecció des del punt de vista mediambiental, estant catalogades com Zona d'especial protecció per a les aus (ZEPA) i Lloc d'Importància Comunitària (LIC).
L'accés a la platja de Las Llanas és força complicat, el millor és preguntar per l'hotel Las Llanas. Allí poden donar una indicació fàcil de seguir per accedir-hi. Prop d'aquestes platges passa la «senda Nord». Té servei de socorrisme, aparcament, àrea recreativa de les Planes i com a activitat recomanada hi ha la pesca submarina; s'hi practica el naturisme.